# Ophélie Meilleroux

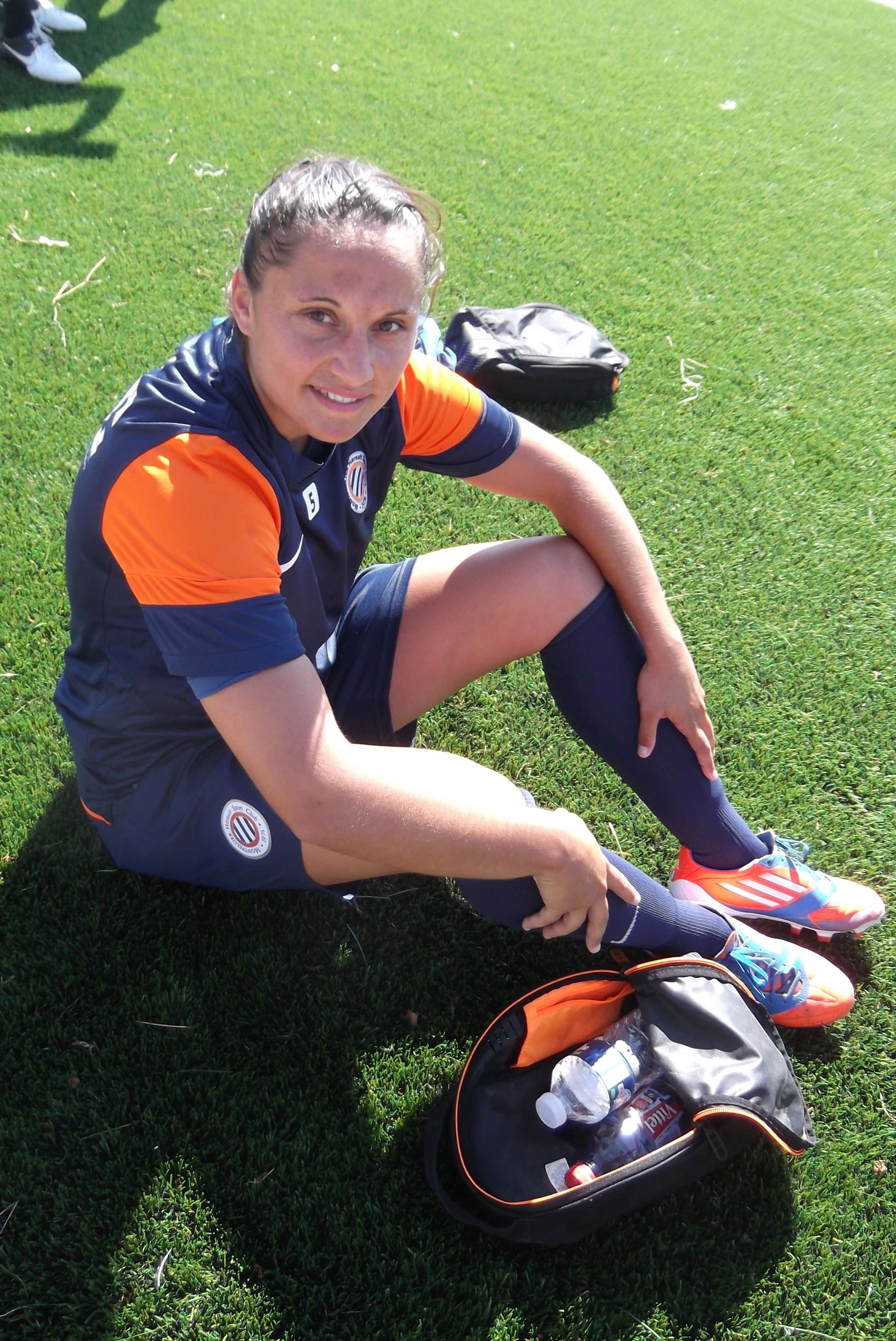
Ophélie Meilleroux (2013)

Ophélie Meilleroux (* 18. Januar 1984 in Montluçon, Frankreich) ist eine französische Fußballspielerin. Die Abwehrspielerin und ehemalige Nationalspielerin betätigt sich seit dem Ende ihrer aktiven Zeit als Trainerin.

## Vereinskarriere
Meilleroux begann ihre Karriere beim Verein Étoile des Sports Montluçonnais, spielte von 2000 bis 2002 für den FCF Nord Allier Yzeure, dann ein Jahr bei CNFE Clairefontaine und ab 2003 beim Erstligisten ASJ Soyaux. 2008 kehrte sie zu Nord Allier Yzeure zurück, ehe sie 2010 zum HSC Montpellier wechselte. Nationale Titel hat sie nicht gewinnen können, stand 2011 und 2012 mit Montpellier allerdings im Landespokalfinale. 2014 verließ sie Montpellier gemeinsam mit ihren Vereinskameradinnen Élodie Ramos und Ludivine Diguelman und ging zum Zweitdivisionär FF Nîmes Métropole Gard; dort stand Ophélie Meilleroux zu Saisonbeginn allerdings nur im Aufgebot der zweiten Frauschaft. Zwischen 2017 und 2019 bestritt sie für Yzeure, wohin sie anschließend zurückgekehrt war, insgesamt noch 35 Pflichtspiele in zweiter Liga und Pokalwettbewerb.

## Nationalspielerin
Mit der U-19-Auswahl Frankreichs nahm sie an den Europameisterschaften 2002 und 2003 sowie an der Weltmeisterschaft 2002 teil. 2003 wurde sie mit der U-19 Europameisterin. 
Am 14. März 2003 debütierte Meilleroux bei einem Spiel gegen Dänemark in der französischen A-Nationalmannschaft. Sie nahm an der Europameisterschaft 2009 teil. In ihren 67 Länderspielen konnte sie kein Tor erzielen (Stand: 6. Juli 2013). Sie stand auch im französischen Kader, der die WM 2011 in Deutschland auf dem vierten Platz abschloss, und absolvierte dort zwei Begegnungen. In der ersten Jahreshälfte 2012 setzte Nationaltrainer Bruno Bini in der Innenverteidigung zunehmend auf Meilleroux, die dabei Laura Georges aus der französischen Startformation verdrängte. Sie gehörte zum französischen Olympiaaufgebot 2012, kam aber nur in einem Spiel zum Einsatz. Ebenso berief Trainer Bini sie in das EM-Aufgebot 2013, ohne sie in Schweden allerdings einzusetzen. Ihr letztes Länderspiel absolvierte sie im Juli 2013.

## Leben nach der Spielerzeit
Ophélie Meilleroux trainierte von 2015 bis 2017 ein Frauenteam aus Bourbon-Lancy, das in der dritten Liga spielte. Ab Sommer 2017 fungierte sie zunächst als Co-, anschließend als Cheftrainerin bei ihrem ehemaligen Verein aus Yzeure, der in der Division 2 antritt. Yzeures erste Frauenelf, für die sie sich in der Saison 2021/22 auch noch selbst in einem Punktspiel eingewechselt hatte, führte sie im Mai 2022 sogar in das Landespokalfinale; darin war die Aufgabe Paris Saint-Germain FC dann aber zu groß.

## Nachweise und Anmerkungen
1. ↑  siehe ihr Datenblatt bei footofeminin.fr (unter Weblinks)
2. ↑  nach „Yzeure trainiert von Dominique Morabito und Ophélie Meilleroux“ vom 18. Juni 2017 bei footofeminin.fr

| Personendaten    | Personendaten                                |
| ---------------- | -------------------------------------------- |
| NAME             | Meilleroux, Ophélie                          |
| KURZBESCHREIBUNG | französische Fußballspielerin und -trainerin |
| GEBURTSDATUM     | 18. Januar 1984                              |
| GEBURTSORT       | Montluçon                                    |